# مورتون جاي باوم
مورتون جاي باوم (بالإنجليزية: Morton J. Baum) هو شخصية أعمال أمريكي، ولد في 27 أكتوبر 1897، وتوفي في 1 أغسطس 1963 بسبب نوبة قلبية.